# Bulbophyllum fasciculiferum
Bulbophyllum fasciculiferum là một loài phong lan thuộc chi Bulbophyllum.